# Carinophloeus zairensis
Carinophloeus zairensis is een keversoort uit de familie dwergschorskevers (Laemophloeidae). De wetenschappelijke naam van de soort werd in 1981 gepubliceerd door Stanislaw Adam Ślipiński.